# 付文化
付文化（1965年1月—），籍贯不详。中华人民共和国军事人物，中国人民武装警察部队中将。現任中共第二十届中央候补委员，武警部隊副司令员。

## 生平
付文化长期在中国人民解放军陆军第十六集团军服役，历任团长、师参谋长、副师长、旅长，曾到中国人民解放军陆军指挥学院和中国人民解放军国防大学深造，并曾留学德国。2011年任某师师长。2013年底，部队编制体制调整改革，付文化担任师长的沈阳军区某摩步师撤编改旅。付文化服从组织决定，留下来当旅长。2014年被评为全军优秀指挥军官。2015年12月，《人民日报》发布《深化国防和军队改革》系列文章，付文化以陆军第十六集团军某旅旅长身份发表文章《高职低配不松劲》。2016年，付文化大校接替徐起零少将，升任中国人民解放军陆军第五十四集团军参谋长，跻身副军级。2017年3月，任中国人民解放军陆军第八十一集团军参谋长。7月30日，在庆祝中国人民解放军建军90周年阅兵中，担任装备保障方队领队。2020年4月，升任北京卫戍区司令员，由于北京卫戍区不再高配，付文化将军不再享受副战区职的高配待遇，而是标准的正军职少将待遇。2022年6月，当选为中共北京市委常委。
2017年，晋升少将军衔。2025年3月，升任武警部隊副司令員，晋升中将军衔。